# Bekuh Boom
Rebecca Rose Johnson (Orange County, California, Estados Unidos, 21 de junio de 1994) conocida profesionalmente como Bekuh Boom (estilizado como Bekuh BOOM) es una cantante, rapera y compositora estadounidense. Ha coescrito varios sencillos número uno en los Estados Unidos, Europa y Asia, y ha aparecido como intérprete en dos sencillos, «I Won't Let You Down» del cantante danés Christopher, que se ubicó en el primer lugar de la lista musical de Dinamarca Tracklisten, y «Money» del dúo electrónico noruego Broiler, que alcanzó el puesto número 3 en las listas musicales noruegas.

## Carrera
Bekuh BOOM nació en el Condado de Orange, California, el 21 de junio de 1994 con el nombre real de Rebecca Rose Johnson. Tenía interés en la música desde la escuela primaria, pero en ese momento Johnson no sabía cantar ni tocar algún instrumento. A la edad de 11 años, comenzó a escribir canciones y a componer sus propias melodías para sus canciones. En la escuela secundaria, Johnson también aprendió a bailar. Gracias a su arduo trabajo logró convertirse en instructora de baile y coreógrafa.
Johnson realizó una audición para el programa televisivo America's Got Talent y el programa de búsqueda de talentos The Oprah Winfrey Show. A la edad de 16 años, audicionó para la décima temporada de American Idol, pero no logró clasificar.
A la edad de 18 años, Johnson firmó su primer contrato con Warner/Chappell Music y popularizó su nombre artístico Bekuh BOOM. En 2016, lanzó dos canciones tituladas «Money» y «I Won't Let you Down». Antes de convertirse en compositora de K-pop, BOOM compuso canciones para R. Kelly, Jordin Sparks, Jessica Mauboy, entre otros cantantes europeos.
En 2014, dos de sus canciones de k-pop fueron lanzadas a través de dos artistas de YG Entertainment, «Eyes, Nose, Lips« de Taeyang del grupo Big Bang y «I'm Different» de Hi Suhyun. En 2016, BOOM se convirtió en la compositora de los dos sencillos debut de Blackpink, «Whistle» y «Boombayah», alcanzando el primer lugar en la lista de música de Billboard en los Estados Unidos; «Boombayah» encabezó la lista World Digital Song Sales de Billboard durante la semana del 27 de agosto de 2016, mientras que «Whistle» alcanzó el segundo lugar de la misma lista musical.

## Discografía

### Como escritora
| Año  | Canción                         | Artista                                                                 | Álbum                        |
| ---- | ------------------------------- | ----------------------------------------------------------------------- | ---------------------------- |
| 2013 | «Cookie»                        | R. Kelly                                                                | Black Panties                |
| 2013 | «Skipping a Beat»               | Jordin Sparks                                                           | s/a                          |
| 2013 | «Pop a Bottle (Fill Me Up)»     | Jessica Mauboy                                                          | Beautiful                    |
| 2014 | «Eyes, Nose, Lips»              | Taeyang                                                                 | Rise                         |
| 2014 | «I'm Different»                 | Hi Suhyun (feat. Bobby de iKon)                                         | s/a                          |
| 2015 | «Shake The Ground»              | Hedegaard (feat. Brandon Beal & Bekuh Boom)                             | s/a                          |
| 2016 | «Golden»                        | Brandon Beal (feat. Lukas Graham)                                       | Truth                        |
| 2016 | «Money»                         | Broiler (feat. Bekuh Boom)                                              | s/a                          |
| 2016 | «Catch Me»                      | Cosmic Girls                                                            | Would You Like?              |
| 2016 | «I Won't Let You Down»          | Christopher (feat. Bekuh Boom)                                          | Closer                       |
| 2016 | «Boombayah»                     | Blackpink                                                               | Square One                   |
| 2016 | «Whistle»                       | Blackpink                                                               | Square One                   |
| 2017 | «Island»                        | Winner                                                                  | Our Twenty For               |
| 2018 | «Best Friend»                   | iKon                                                                    | Return                       |
| 2018 | «Ddu-Du Ddu-Du»                 | Blackpink                                                               | Square Up                    |
| 2018 | «Goodbye Road»                  | iKon                                                                    | New Kids: The Final          |
| 2019 | «Kill This Love»                | Blackpink                                                               | Kill This Love               |
| 2019 | «Don't Know What To Do»         | Blackpink                                                               | Kill This Love               |
| 2019 | «Good Idea»                     | Broiler (feat. Bekuh Boom)                                              | s/a                          |
| 2019 | «Birthday»                      | Jeon So-mi                                                              | s/a                          |
| 2020 | «The Baddest»                   | K/DA (Miyeon, Soyeon, Bea Miller y Wolftyla)                            | All Out                      |
| 2020 | «More»                          | K/DA (Miyeon, Soyeon, Madison Beer, Lexie Liu, Jaira Burns y Seraphine) | All Out                      |
| 2020 | «Villain»                       | K/DA Evelynn (Madison Beer y Kim Petras)                                | All Out                      |
| 2020 | «Drum Go Dum»                   | K/DA Kaisa (Aluna, Wolftyla y Bekuh Boom)                               | All Out                      |
| 2020 | «I'll Show You»                 | K/DA Ahri (Jihyo, Nayeon, Sana, Chaeyoung, Bekuh Boom y Annika Wells)   | All Out                      |
| 2020 | «Ice Cream» (ft. Selena Gomez)  | Blackpink                                                               | The Album                    |
| 2020 | «Pretty Savage»                 | Blackpink                                                               | The Album                    |
| 2020 | «Crazy Over You»                | Blackpink                                                               | The Album                    |
| 2020 | «You Never Know»                | Blackpink                                                               | The Album                    |
| 2021 | «Lalisa»                        | Lisa                                                                    | Lalisa                       |
| 2021 | «Money»                         | Lisa                                                                    | Lalisa                       |
| 2022 | «Church»                        | Jennifer Lopez (feat. Maluma)                                           | Marry Me                     |
| 2022 | «Wonderland»                    | AleXa                                                                   | American Song Contest: Ep. 1 |
| 2022 | «Ready For Love»                | Blackpink                                                               | Born Pink                    |
| 2022 | «Typa Girl»                     | Blackpink                                                               | Born Pink                    |
| 2023 | «Shoong!»                       | Taeyang (feat. Lisa)                                                    | Down to Earth                |
| 2023 | «The Way To (Vocal Unit; 어른)» | Treasure                                                                | Reboot                       |
| 2023 | «Fast Forward»                  | Jeon Somi                                                               | Game Plan                    |
| 2023 | «You & Me» (Coachella ver.)     | Jennie                                                                  | s/a                          |

## Premios y nominaciones
| Año  | Premio                          | Categoría              | Trabajo | Resultado | Ref.  |
| ---- | ------------------------------- | ---------------------- | ------- | --------- | ----- |
| 2021 | Game Audio Network Guild Awards | Mejor canción original | «More»  | Ganadora  | [ 9 ] |